# Großsteingräber bei Edendorf
Die Großsteingräber bei Edendorf sind zwei noch erhaltene megalithische Grabanlagen der jungsteinzeitlichen Trichterbecherkultur nahe dem zur Gemeinde Bienenbüttel gehörenden Ortsteil Edendorf im Landkreis Uelzen (Niedersachsen). Die beiden Großsteingräber waren ursprünglich Teil einer weitaus größeren Nekropole, die mindestens 14 Gräber umfasste. Eine erste Aufnahme der Anlagen erfolgte in den 1840er Jahren durch Georg Otto Carl von Estorff, der neun Gräber als noch existierend beschrieb und für sechs von ihnen Abbildungen lieferte. Ernst Sprockhoff vergab in seinem Atlas der Megalithgräber Deutschlands den beiden heute noch existierenden Gräbern die Nummern 745 und 746 und fünf zerstörten, aber durch von Estorff eingehend beschriebenen Gräbern die Nummern 747–751.

## Lage

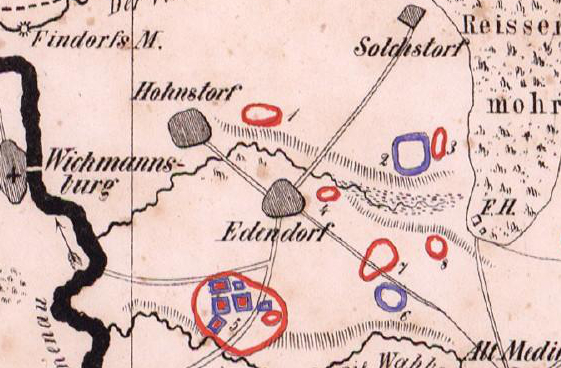
Plan der Nekropole von Edendorf nach von Estorff

Die Anlagen bilden keine geschlossene Gruppe, sondern verteilen sich auf mehrere Orte in einem größeren Umkreis um Edendorf. Grab 1 liegt isoliert nordwestlich des Gutes Solchtorf in einem Waldstück. Grab 2 liegt 1 km südlich von Edendorf und war ursprünglich Teil einer Gruppe, zu der auch die Gräber 3 bis 5 (Sprockhoff-Nummern 747 bis 749) gehörten. Von diesen sind noch einige Steine erhalten, die aber verstreut umherliegen und sich nicht mehr bestimmten Gräbern zuordnen lassen. Eine weitere Gruppe befand sich 1,5 km nordöstlich von Edendorf. Zu diesen gehörten auch die Gräber 6 und 7 (Sprockhoff-Nummern 750 und 751). In der näheren Umgebung gibt es zahlreiche Grabhügel und weitere Großsteingräber, darunter die Großsteingräber bei Bruchtorf, 850 m südöstlich von Grab 2 und die Großsteingräber bei Solchstorf nordöstlich von Edendorf bzw. südöstlich von Grab 1.

## Beschreibung

### Erhaltene Gräber

#### Grab 1

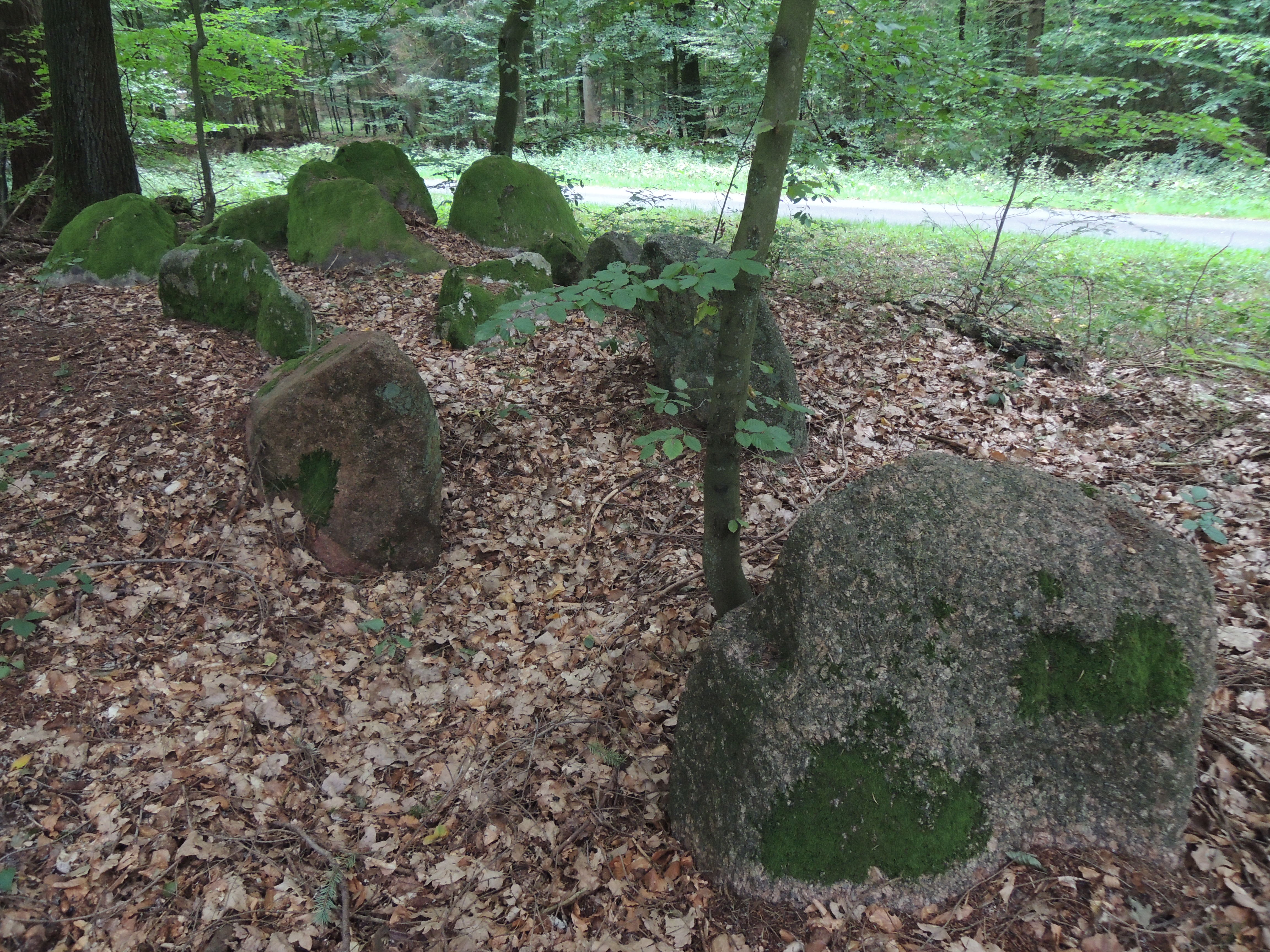
Großsteingrab Edendorf 1

Grab 1 besitzt eine nord-südlich orientierte Hügelschüttung mit einer Höhe von 1,2 m. Die Grabkammer besaß ursprünglich fünf Wandsteinpaare an den Langseiten und ebenso viele Decksteine. In situ erhalten sind noch die beiden Abschlusssteine an den Schmalseiten, vier Wandsteine der westlichen Langseite drei der östlichen Langseite. Eventuell handelt es sich bei zwei etwas abseits liegenden Steinen um die fehlenden Wandsteine der Ostseite. Von den Decksteinen ist nur der südliche erhalten. Er wurde zerschlagen und liegt im Inneren der Kammer.

#### Grab 2

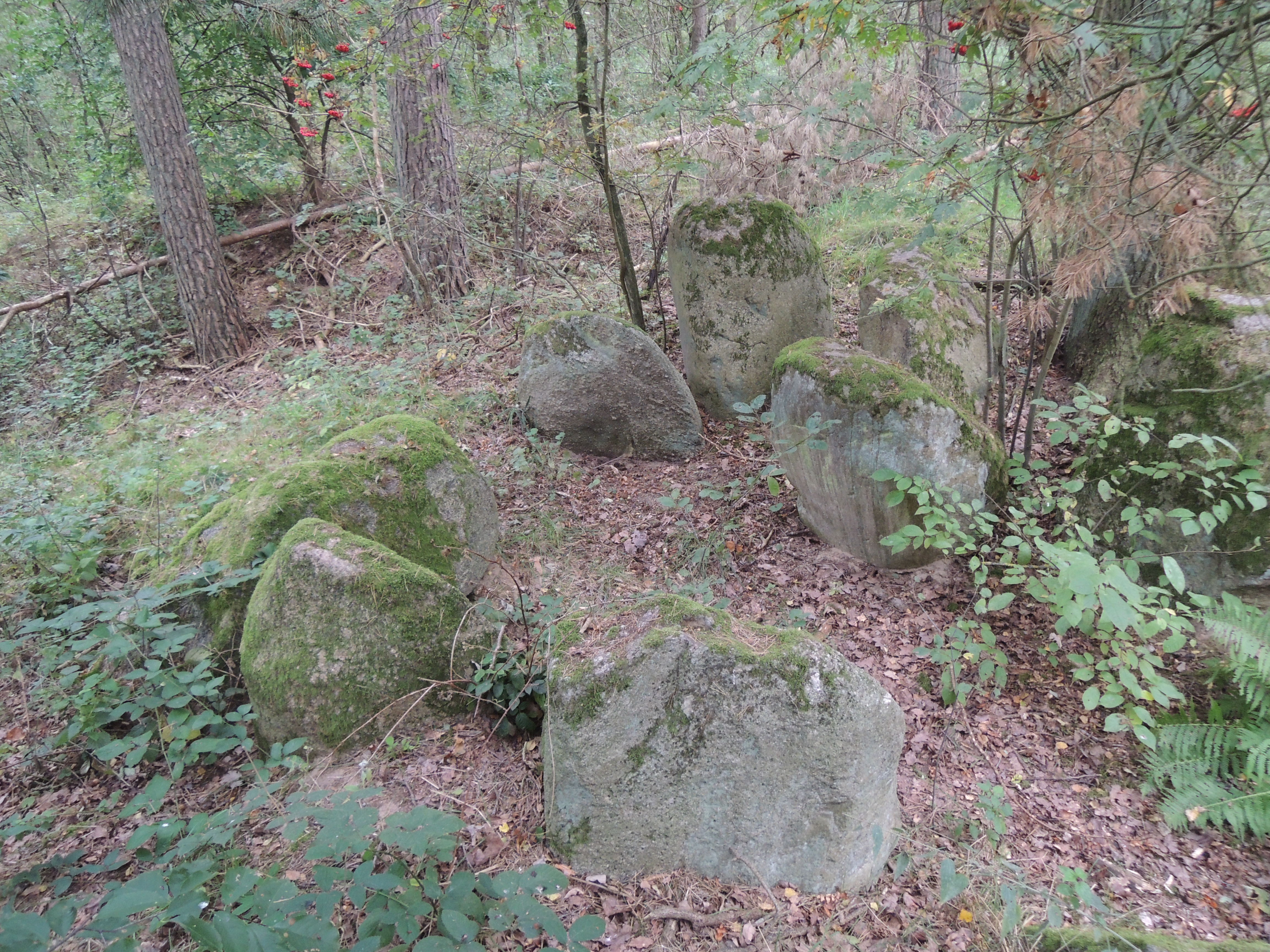
Großsteingrab Edendorf 2

Das Grab gehört zum Typ der Ganggräber. Es besitzt eine Hügelschüttung und ist ungefähr ost-westlich orientiert. Nur der Mittelteil der Grabkammer lässt sich rekonstruieren. Sie hat eine Breite von 1,4 m, die Länge lässt sich nicht bestimmen. Auf der nördlichen Langseite sind noch vier Wandsteine erhalten, davon stehen die beiden mittleren in situ. Der Östliche ist ins Innere der Kammer umgekippt. Der Westliche ist nach außen gedrückt, sein Oberteil ist abgeschlagen. Auf der südlichen Langseite stehen noch drei Wandsteine. Zwischen dem Mittleren und dem Östlichen ist eine Lücke, die den Zugang zur Grabkammer bildet. An die beiden Steine schließt ein Wandsteinpaar des Ganges an. Westlich neben den Wandsteinen liegt ein heruntergewälzter Deckstein. Nach Sprockhoff soll er noch in den 1950er Jahren auf den Decksteinen geruht haben. Westlich dieses Steins liegen die Trümmer eines weiteren Decksteins.

### Zerstörte Gräber

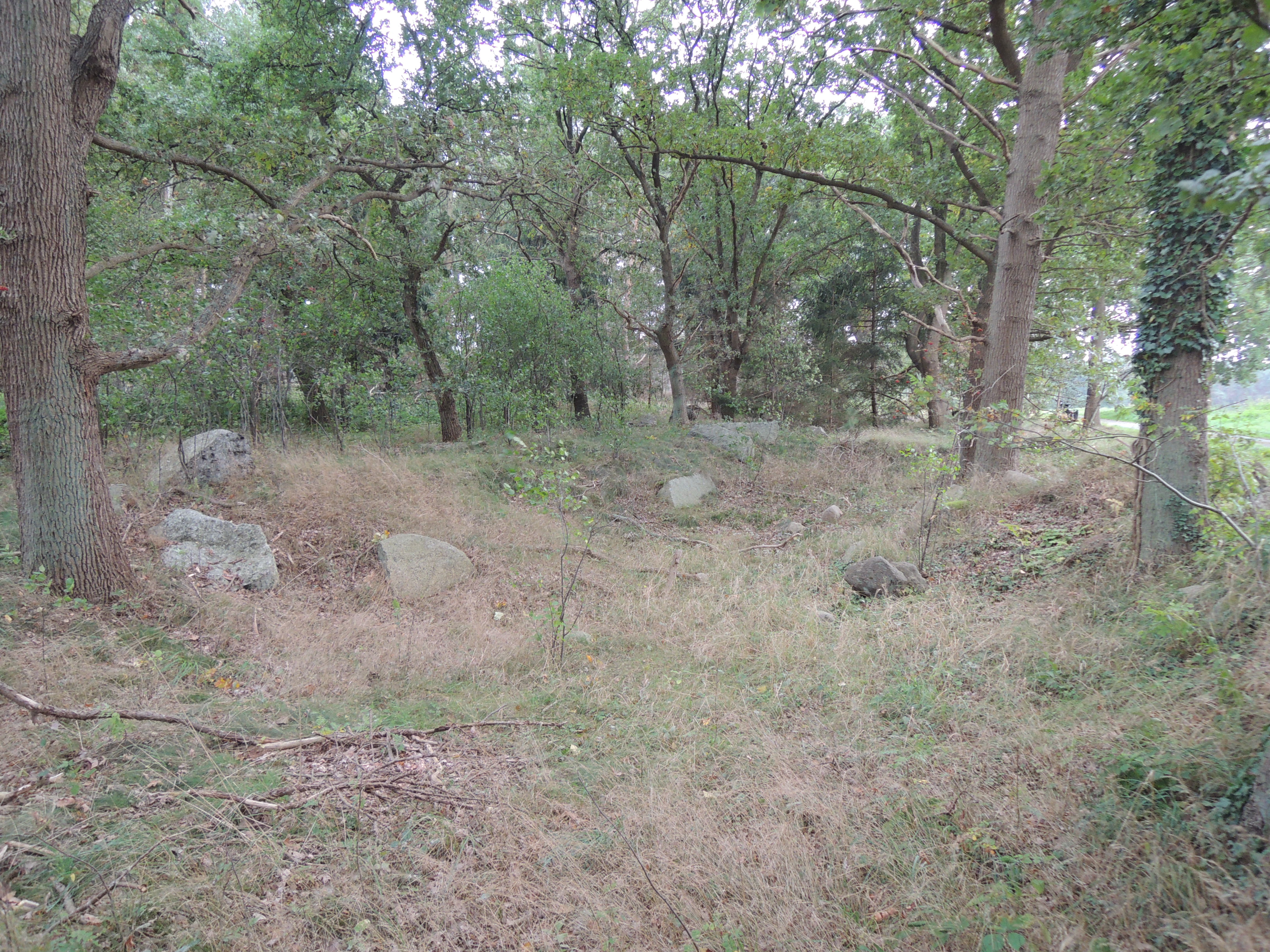
Reste der Gräber 3, 4 und 5

#### Grab 3

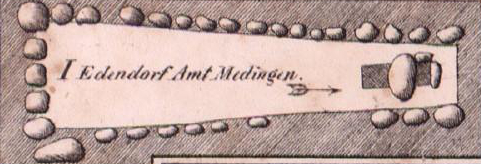
Grab 3 nach von Estorff

Das Grab besaß ein nord-südlich orientiertes, trapezförmiges Hünenbett mit einer Länge von etwa 30 m. Am breiteren nördlichen Ende standen fünf Einfassungssteine. Am südlichen Ende fehlten sie bereits bei der Aufnahme durch von Estorff. Sprockhoff nahm an, dass dort ursprünglich drei Steine gestanden hatten. Die Ostseite der Einfassung wies eine größere Lücke auf. Der Stein an der südwestlichen Ecke war umgefallen. Am schmalen, nördlichen Ende des Hünenbetts lag die Grabkammer. Diese war bereits in den 1840er Jahren stark beschädigt. Von Estorff fand nur noch den Abschlussstein der nördlichen Schmalseite, den angrenzenden Wandstein der westlichen Langseite sowie einen Deckstein vor.

#### Grab 4

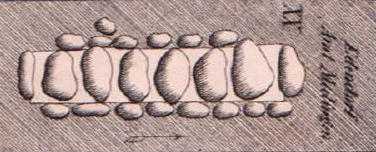
Grab 4 nach von Estorff

Diese Anlage hatte eine nord-südlich orientierte Grabkammer mit einer Länge von etwa 9,5 bis 10 m. Sie besaß je einen Abschlussstein an den Schmalseiten und wahrscheinlich acht Wandsteinpaare an den Langseiten, wobei aber bereits bei von Estorffs Aufnahme zwei Steine der westlichen Langseite fehlten. Er stellte zudem noch sechs Decksteine fest, die alle in die Kammer gestürzt waren.

#### Grab 5

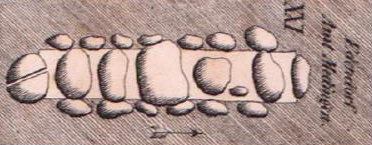
Grab 5 nach von Estorff

Grab 5 war nord-südlich orientiert. Die Grabkammer hatte eine Länge von etwa 10 bis 10,5 m. Wie Grab 4 hatte es wahrscheinlich ursprünglich acht Wandsteinpaare an den Langseiten, die aber bereits auf von Estorffs Zeichnung Störungen aufweisen. Sechs Decksteine waren noch erhalten, von denen einer wohl noch auf den Wandsteinen ruhte. Der südliche war bereits gespalten.

#### Grab 6

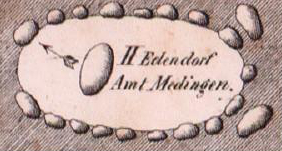
Grab 6 nach von Estorff

Das Grab besaß ein ovales, nordwest-südöstlich orientiertes Hünenbett mit einer Länge von 23 m. Die Einfassung wies einige Störungen auf. Im Nordwestteil des Hünenbetts ist bei von Estorff ein großer Stein abgebildet, der wohl auf eine mit einem einzelnen Deckstein versehene Grabkammer hindeutet.

#### Grab 7

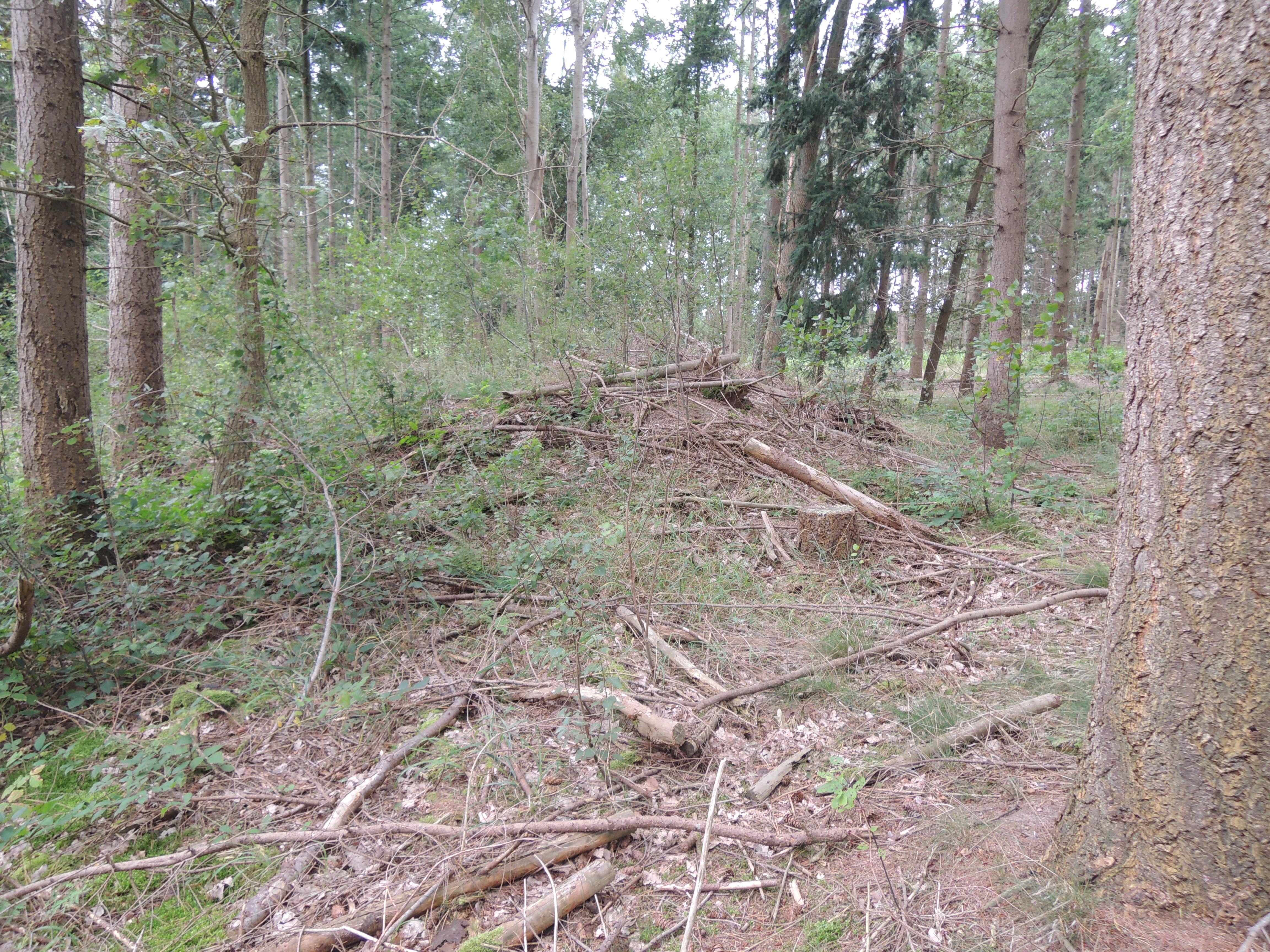
Grab 7

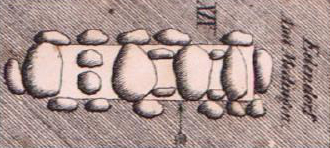
Grab 7 nach von Estorff

Grab 7 bestand aus einer ost-westlich orientierten Grabkammer mit einer Länge von etwa 9 m. Es wies bereits bei der Aufnahme durch von Estorff erhebliche Schäden auf. An den Langseiten sind mehrere Lücken zu erkennen. Der östliche Abschlussstein stand noch in situ, der westliche hingegen war nach außen gedrückt. Von den ursprünglich wohl sechs Decksteinen waren noch vier eindeutig zu erkennen. Teilweise lagen sie noch auf den Wandsteinen. Die beiden übrigen Decksteine lagen wohl zertrümmert im Inneren der Kammer. Heute ist nur noch die Hügelschüttung von 85 m Länge und 3 bis 4 m  Breite erhalten.